# 前山亜杜武
前山 亜杜武（まえやま あとむ、1964年9月 - ）は、日本の実業家。

## 人物

### 略歴
1964年9月、静岡市生まれ。1993年、札幌市にて呉服展示販売会社を起業したのち、飲食店、結婚相談所、ビルメンテナンス、モデルエージェンシー、不動産業、エステサロン、アフリカのリサーチ会社など、26業種、27社の株式会社を設立し、経営指導に従事してきた。2000年、拠点を東京に移し、札幌・仙台・千葉・大阪・名古屋・福岡などで事業を展開していた。
現在は複数の企業相手にコンサルティングを営む傍ら、事業や暗号通貨への投資を積極的に行なっている。
またフルコンタクト空手の新極真会塚本道場において初段を許され、2020年には全国大会シニアの部門で優勝している。

### 事業活動
多角的な経営をしている（あるいはしていた）。関連する企業・団体・プロジェクトは下の通り。
- 海味はちきょう（居酒屋）
- 株式会社モーディア（モデルエージェンシー）
- 株式会社日本スマートハウジング（太陽光発電システム）
- 株式会社日本ファシリティマネジメント（ビルメンテナンス）
- 株式会社AT＆BROTHERS（コンサルティング事業）
- AT＆BROTHERS PTE.LTD（アジア進出支援事業）
- 株式会社メビウス（メディカルサービス）
- 一般社団法人ライジングサンジャパン（社会貢献活動）
- Webメディア「日刊スゴい人！」編集長

上記企業の一部も含めて、前山が経営する企業群は「アイエムエスグループ」（IMSグループ）と名乗っていた。

NPO活動
1998年のクリスマスに、社員たちと札幌市の児童養護施設を訪問し、以後毎年の恒例行事として施設を慰問。2007年9月特定非営利活動法人あきらめないを設立。代表理事となる。

### 教育における主張・活動
2007年、竹田恒泰と共に「竹田研究会」を設立。竹田が代表、前山が幹事長を務める。「竹田研究会」の東京事務局は、前山が経営する株式会社「AT＆BROTHERS」の中にあった。また、前山は「一般財団法人竹田研究財団」の常任理事でもあった。

## 関連書籍
- 『スゴい人の法則』 フォレスト出版
- 『事業は芸術である』 株式会社AT&BROTHERS
- 『多忙社長の「結果を出せる」時間術』 シゴト効率研究会編集
- 『わが経営史 気づきの瞬間Part1 』全国経営者団体連合会 有明書院